# Alberta Beach
Alberta Beach es un pueblo canadiense situado en la provincia de Alberta.

## Superficie
Alberta Beach tiene una superficie de 2,02 km².

## Demografía
En 2021, tenía 864 habitantes, una densidad poblacional de 427,7 hab./km², y 743 viviendas.